# Брюховецька Лариса Іванівна
Лари́са Іва́нівна Брюхове́цька (нар. 7 січня 1949, с. Запілля, Любомльський район, Волинська область) — українська кінокритикиня, кіноісторикиня та кінознавиця.
З 1991 року головна редакторка журналу НаУКМА «Кіно-Театр», старший викладач кафедри культурології НаУКМА, керівниця Центру кінематографічних студій НаУКМА. З квітня 2019 року Брюховецька стала одним з 18 членів Громадської ради при Держкіно.

## Освіта і професійна діяльність
У 1967—1972 роках навчалася на факультеті журналістики Київського державного університету.
З 1974 по 1982 рік була науковою редакторкою розділу «Мистецтво» Української радянської енциклопедії. Працювала в редакціях газети «Урядовий кур'єр», журналу «Київ».
З 1988 року — членкиня Національної спілки кінематографістів України.
На початку 90-х років працювала кореспонденткою відділу «Кіно» журналу «Вавилон-21».
З 1994 року викладає в Національному університеті «Києво-Могилянська академія». З 1995 року є головною редакторкою журналу «Кіно-Театр», заснованого з ініціативи її студентів.
У 2000—2009 — членкиня Експертної ради Держкіно України, 2000—2004 — членкиня Комітету з Національної премії ім. Тараса Шевченка, 2004—2013 — членкиня Комітету з Державної премії імені Олександра Довженка.
У 2000-х роках була секретаркою Національної спілки кінематографістів України з творчих питань, нині є членом Правління НСКУ.
У березні 2019 року Брюховецька була одним з 9 кіноекспертів що входили до конкурсної комісії, яка обирала нового директора кіностудії Довженка.
Членкиня Правління Національної спілки кінематографістів України. Членкиня Українського ПЕН.

## Родина
- батько Кисіль Іван Григорович (1921—1990)[7]
- мати Галина Сергіївна (нар. 1922) — пенсіонерка.
- чоловік Вячеслав Степанович (нар. 1947) — Почесний президент Національного університету «Києво-Могилянська академія».
- дочка Оксана (нар. 1973) — художниця-керамістка, редакторка журналу «Кіно-Театр».
- дочка Ольга (нар. 1976) — закінчила філософський факультет Київського національного університету імені Тараса Шевченка.

## Нагороди
- 1994 — Лауреатка премій в галузі літературно-мистецької критики імені Олеся Білецького
- 2005 — Заслужений працівник культури України
- 2009 — Лауреатка Мистецької премії «Київ» ім. Івана Миколайчука

## Громадська позиція
У 2018 підтримала звернення Європейської кіноакадемії на захист ув'язненого у Росії українського режисера Олега Сенцова.